# Clibanarius olivaceus
Clibanarius olivaceus is een tienpotigensoort uit de familie van de Diogenidae. De wetenschappelijke naam van de soort is voor het eerst geldig gepubliceerd in 1915 door Henderson.